# Jan Maarten Egbert Volgers
Jan Maarten Egbert Volgers (Harderwijk, 30 januari 1917 – 1 december 2003) was een Nederlands politicus van de CHU.
Zijn vader, Jan Volgers (1884-1955), was lange tijd directeur van een drukkerij in Harderwijk. Zelf ging hij in september 1938 als volontair werken bij de gemeentesecretarie van Elburg en een jaar later werd hij daar tijdelijk ambtenaar ter secretarie. In de zomer van 1941 werd hij ambtenaar ter secretarie in Harderwijk. Later bracht Volgers het tot hoofdcommies bij de gemeente Nijkerk voor hij in oktober 1954 benoemd werd tot burgemeester van Wanneperveen. In januari 1963 volgde zijn benoeming tot burgemeester van Dalfsen wat hij tot februari 1978 zou blijven. Eind 2003 overleed Volgers op 86-jarige leeftijd.